# Aba, Ungern
Aba är en stad och kommun i distriktet Székesfehérvár i provinsen Fejér i centrala Ungern. Den ligger cirka 65 kilometer sydväst om Budapest. Kommunen har 4 396 invånare (2024), på en yta av 88,05 km².